# El regreso (película de 2003)
El regreso (en ruso: Возвращение, Vozvraschenie) es una película rusa de 2003 dirigida por Andréi Zviáguintsev, con guion de Vladímir Moiséienko y Alexander Novototsky y protagonizada por Vladímir Garin, Iván Dobronrávov y Konstantín Lavrónenko.
El road movie relata la vida de los hermanos Iván y Andréi, que sufre un brusco cambio cuando su padre, un hombre al que solo conocían por una vieja fotografía familiar, regresa a casa. Junto a él, emprenderán un viaje a través de Siberia, hacia una remota y solitaria isla. Iván tiene dudas sobre su padre y lo desafía abiertamente; su hermano Andréi, por el contrario, confía en él.
Se trata del primer largometraje del cineasta ruso, que previamente había dirigido algunos episodios de la serie de televisión Black room. Se estrenó en Rusia el 25 de junio de 2003 y cautivó a la crítica internacional, llevándose diversos premios entre los cuales destaca el León de Oro de la Mostra de Venecia.

## Argumento
Iván y Andréi, dos jóvenes de 12 y 14 años, respectivamente, viven con su madre y abuela en una pequeña ciudad rusa. A su padre no lo han visto desde hace muchos años y sólo se acuerdan de él por una foto que hay en la casa.
Un fin de semana, los dos hermanos y sus amigos ponen a prueba su valor subiendo arriba de una torre desde la cual tienen que lanzarse al agua. Pero Iván tiene vértigo y no se atreve a tirarse, quedándose sentado arriba de la torre mientras el resto del grupo se burla y lo tilda de cobarde.
El lunes, el padre de los dos jóvenes llega por sorpresa a casa, sin revelar el motivo de su retorno. El padre quiere llevarse en el coche a sus hijos, en una excursión de dos días para pescar.
Al comenzar la excursión el martes, el rígido y serio padre exige respecto y disciplina a los dos jóvenes, a los que ordena pequeños haceres para imponer su autoridad. La reacción de los dos hermanos hacia la inesperada aparición de su padre es muy diferente: mientras que Andréi se muestra contento por su retorno y se comporta de manera obediente para llamar su atención; el pequeño Iván se desmarca de él rechazando toda comunicación y negándose a comer. Iván desconfía de su padre, todo un extraño para él y se cuestiona la paternidad.
El padre se comporta duramente con sus hijos y mientras llama por teléfono desde una cabina, observa impasible como los dos adolescentes son atracados por otro joven. A continuación, el padre atrapa al malhechor y lo entrega a los hijos para que le den un escarmiento. Ellos, no obstante, se niegan a vengarse. Encolerizado, el padre quiere entonces poner fin a la excursión y enviar a los niños a casa, pero finalmente cambia de opinión y decide alargar la excursión por unos cuantos días.
El miércoles por la mañana, después de haber pasado la noche en una tienda de campaña, explota un nuevo conflicto entre el padre e Iván, quien le reprocha el poco tiempo que les ha dejado para pescar. Como solución, el agresivo padre detiene en seco el coche, en medio de un puente, y deja en la estacada a Iván. No es hasta pasadas unas horas que el insensible padre vuelve para recoger a su hijo, empapado por la lluvia. El coche queda a continuación embarrancado en el fango y es Andréi quien colocando ramas bajo las ruedas tiene que ayudar a su padre para hacer salir el coche. La tensa situación desemboca en una nueva escena de violencia en la que el abusivo padre abofetea a Andréi hasta hacerle sangrar. Ya calmado y con tal de rectificar, el padre deja en adelante conducir el coche a Andréi e incluso hasta beber vodka. Este condescendiente gesto del padre hace que Andréi se sienta adulto y superior a su hermano. Iván, por otra parte, comienza finalmente a cambiar su animadversión hacia su padre y hace un primer esfuerzo con ánimos de reconciliarse con él. El hijo se interesa por sus 12 años de ausencia y por el motivo de su repentino retorno, preguntas que quedan sin contestación, dejando gravemente perturbado al niño.
El jueves, el trío familiar llega a un lago y los tres se ponen a acondicionar una destartalada barca para navegar hasta a la isla en medio del lago. Durante el trayecto, el motor se para y los niños se ponen a remar para llegar a la isla, un nuevo test con el que el padre pone a prueba la fuerza de sus hijos.
El viernes, el padre se fija como objetivo enseñar la isla a los niños y van juntos hasta una torre de vigilancia a la que Iván se niega a subir por culpa de su vértigo. Más tarde, los niños se quedan solos y el padre desentierra una caja en el interior de una casa en ruinas. Parece claro, entonces, que el objetivo de la premeditada salida al campo no era llevarse a sus hijos de pesca, sino recuperar la misteriosa caja, que el padre esconde con cuidado en la barca sin que los hijos lo noten.
Por la tarde, los dos hermanos quieren ir en barca y el padre acepta la propuesta, fijándose un límite temporal a la salida. No obstante, Iván convence a Andréi de prolongar la excursión mientras el padre se dedica a reparar el motor de la barca. Los dos niños regresan 3 hores más tarde de lo previsto, hecho que hace perder por completo los nervios del padre, quien, en una nueva escalada de la violencia, grita y apalea brutalmente a Andréi. Iván intenta defender a su hermano admitiendo su culpabilidad, pero el padre lo aparta y continúa descargando su furia sobre Andréi, el cual culpabiliza inútilmente a Iván para salvarse. Llegados a un punto, el rabioso padre, fuera de sí, amenaza a su hijo mayor con un hacha. Iván desafía entonces con un cuchillo a su padre pero, dándose cuenta de su inferioridad, sufre un ataque de pánico y huye corriendo hacia la torre de vigilancia perseguido por su padre. Pese a su pánico, consigue subirse a lo alto de la torre, encerrándose en su interior y amenazando de suicidarse a continuación. El padre, también encaramándose a la torre, corre el riesgo de intentar entrar a la cabina desde el exterior, con la mala suerte que cae al resbalar y muere.
Traumatizados aún por el trágico desenlace, los niños, con dificultades y trabajos, trasladan a la barca el cuerpo inerte de su difunto padre. A pesar de todas las violentas escenas provocadas por el agresivo padre, Andréi se siente por primera vez culpable y lamenta su pérdida. A la ausencia del padre, es Andréi quien ahora asume su rol y dicta las decisiones a tomar. En cierta manera, las duras pruebas a las cuales el padre había sometido a los niños para poner a prueba su coraje, se revelan ahora decisivos para Andréi, que ha madurado y se ha curtido, y quien se puede intuir que en un futuro próximo será como su padre. Iván, en cambio, es demasiado pequeño y sensible para haber aprendido nada de los agresivos desafíos del padre.
El sábado, los dos hermanos consiguen con dificultades hacer llegar la barca a la costa, pero agotados por el gran esfuerzo, tienen que observar impotentes cómo en el último instante la barca se hunde lentamente con el cuerpo del padre en el interior que, como en una parsimoniosa ceremonia, va quedando cubierto progresivamente de agua hasta desaparecer por completo: barca, padre y caja incluida. El pequeño Iván grita de rabia al anhelado padre del cual se ve tan necesitado, pero de quien sólo ha podido disfrutar una efímera semana después de su inesperado retorno.
Ya dentro del coche y dispuestos a regresar a casa, Iván encuentra una vieja foto de la familia, parecida a la que tienen en casa, que su padre había conservado con él, pero la imagen del padre ha desaparecido. A continuación, se muestran fotos hechas por los niños durante el viaje. Serán unos de los pocos testimonios que en un futuro lejano, cuando los niños sean ya adultos, permitirán a los hijos saber que su padre ha existido, que su efímera aparición y la aventura vivida con él no ha sido el mero producto de una excesiva imaginación de su infancia pregonada por el anhelo de un padre.

## Reparto
- Vladímir Garin: Andréi
- Iván Dobronrávov: Iván
- Konstantín Lavrónenko: padre
- Natalia Vdóvina: madre

## Estreno
El filme fue estrenado primero en Rusia, el 23 de junio de 2003. Después del gran éxito conseguido en el Festival Internacional de Cine de Venecia el septiembre del mismo año, la película fue presentada en muchos otros festivales de cine y portada en la pantalla de los cines de muchos países. El filme consiguió, sólo en Italia, un total de 175.000 espectadores y una recaudación de unos 780.000 euros, donde fue estrenado el 23 de octubre de 2003 con el título Il ritorno.

## Acogida
En Rotten Tomatoes, la película tiene una calificación de aprobación del 95% sobre la base de 86 reseñas. El consenso crítico del sitio dice: "Un thriller de suspense, pero desconcertante". En Metacritic, la película tiene una puntuación promedio ponderada de 82 sobre 100, basada en 47 críticas, lo que indica "aclamación universal".
Muchos críticos de cine han comparado El retorno con el cine de Andréi Tarkovski. El crítico Dave Kehr opinaba en The New York Times, que con su film Andréi Zviáguintsev renovaba la gran tradición mística del cinema ruso, al mismo nivel que Andréi Tarkovski: "El film [...] es tan profundamente naturalista como también extraordinariamente abstracto y muestra sus aspectos míticos con una potente y ricamente detallada caracterización (y una remarcable interpretación de los actores)". El diario alemán Süddeutsche Zeitung escribía que la película es "fácilmente comparable con los films de Tarkosvki, desprovisto de falsas ambiciones y cargado de un suscitante misticismo".
En el diario alemán Die Zeit, el crítico de cine Andreas Busche loaba el filme escribiendo que "El retorno" "es un misterioso film, casi místico [...] (donde Zviáguintsev) lleva hasta el absurdo la idea de las Road Movies. Aquí, las cambiantes posiciones interiores y exteriores de los protagonistas no encajan, al contrario: la espiral de violencia iniciada por el padre afecta inversamente a los dos niños. Cuanto más se esfuerza Andréi para obtener la aprobación de su padre, más alejado se queda éste de su hermano".

## Premios
El retorno ganó el León de Oro del Festival Internacional de Cine de Venecia de 2003.
El filme también fue nominado a un Globo de Oro a la mejor película en lengua no inglesa, siendo la ganadora Osama del director afgano Siddiq Barmak.
En los Premios Bodil de Dinamarca la película obtuvo también una nominación.
En los Premios Chlotrudis El retorno obtuvo un premio por el mejor cámara, Mijaíl Krichman.
En Alemania la película obtuvo el Premio "Fassbinder al concurso de cine Europäischer Filmpreis de 2003.